# 繆彤
繆彤（1627年—1697年），字歌起，號念齋，南直隸蘇州府吳縣人，清朝政治人物。

## 生平
繆彤來自江陰東興繆氏家族吳門支。康熙六年（1667年）丁未科一甲第一名進士（狀元）。授翰林院修撰，升侍講，丁憂歸里。教書為業，創辦三畏書院，刊刻曹月川《家規》、蔡虛齋《密箴》等書。康熙三十六年（1697年）卒。

## 家族
祖父繆國維為萬曆二十九年（1601年）辛丑科進士；父繆慧隆；叔父繆慧遠為順治四年（1647年）丁亥科進士。子繆曰藻為康熙五十四年（1715年）乙未科榜眼；繆曰芑為雍正元年（1723年）癸卯恩科進士。孫繆敦仁為乾隆四年（1739年）己未科進士；繆遵義為乾隆二年（1737年）丁巳恩科進士。